# Regeringen Zahle II
Regeringen Zahle II var Danmarks regering 21. juni 1913 – 30. marts 1920. Ministeriet fik en brat afslutning, da Christian 10. afsatte det imod Folketingets vilje og dermed indledte Påskekrisen.
Den bestod af følgende ministre:
- Konseilspræsident (fra 21. april 1918 statsminister) og Justitsminister: C.Th. Zahle
- Udenrigsminister:

ad interim: Edvard Brandes til 24. juni 1913, derefter
Erik J.C. Scavenius
- Finansminister: Edvard Brandes
- Indenrigsminister: Ove Rode
- Minister for Kirke- og Undervisningsvæsenet:

Søren Keiser-Nielsen til 28. april 1916, derefter
Undervisningsminister: S. Keiser-Nielsen
Kirkeminister: Th. V. Povlsen
- Forsvarsminister: P. Munch
- Minister for offentlige arbejder: J. Hassing-Jørgensen
- Landbrugsminister: Kristjan Pedersen
- Minister for Handel og Søfart (fra 1. april 1914 Handelsminister):

ad interim: J. Hassing-Jørgensen til 28. april 1916, derefter
Christopher F. Hage
- Minister uden Portefeuille:

Christopher F. Hage fra 20. marts til 28. april 1916,
J.C. Christensen fra 30. september 1916 til 16. januar 1918,
Christian Michael Rottbøll fra 30. september 1916 til 16. januar 1918,
Thorvald Stauning fra 30. september 1916 (Fra 18. november 1918 overdraget ledelsen af indenrigsministeriets afdeling for sociale sager vedrørende arbejderforhold)
H.P. Hanssen (Nørremølle) fra 24. juni 1919 (Fra 30. juni 1919 overdraget varetagelsen af anliggender vedrørende indlemmelsen af "de sønderjyske landsdele")
- Minister for Island:

Hannes Th. Hafstein til 21. juli 1914, derefter
Sigurður Eggerz til 4. maj 1915, derefter
Einar Arnórsson til 4. januar 1917, derefter
Jón Magnússon,
Sigurður Jónsson og
Bjørn Kristjansson til 28. august 1917, derefter
Sigurður Eggerz